# П'єр Пінчик
П'єр Пінчик (англ. Pierre Pinchik, івр. פייר פינצ'יק, справжнє ім'я Пінхус Сегал, івр. פנחס סגל; 16 березня 1893, Животів, тепер Вінницька область — 1971, Нью-Йорк) — український і американський синагогальний кантор (хазан).
З дитячих років співав у хорі Київської синагоги (на самому початку XX століття — разом з Лейбом Гланцем). Навчався в Сквирській єшиві, потім у Київській консерваторії. На початку 1920-х рр. концертував з радянськими і єврейськими народними піснями. У 1923-1926 рр. кантор Ленінградської синагоги.
У 1927 р. емігрував до США, у 1937 р. оформив американське громадянство. До 1960 р. жив у Чикаго, останнє десятиліття життя провів у Нью-Йорку. Виступав у різних школах США, відвідав Ізраїль. Залишив ряд записів, що високо цінуються спеціалістами (особливо «Благословення суботи», 1928).